# Понт

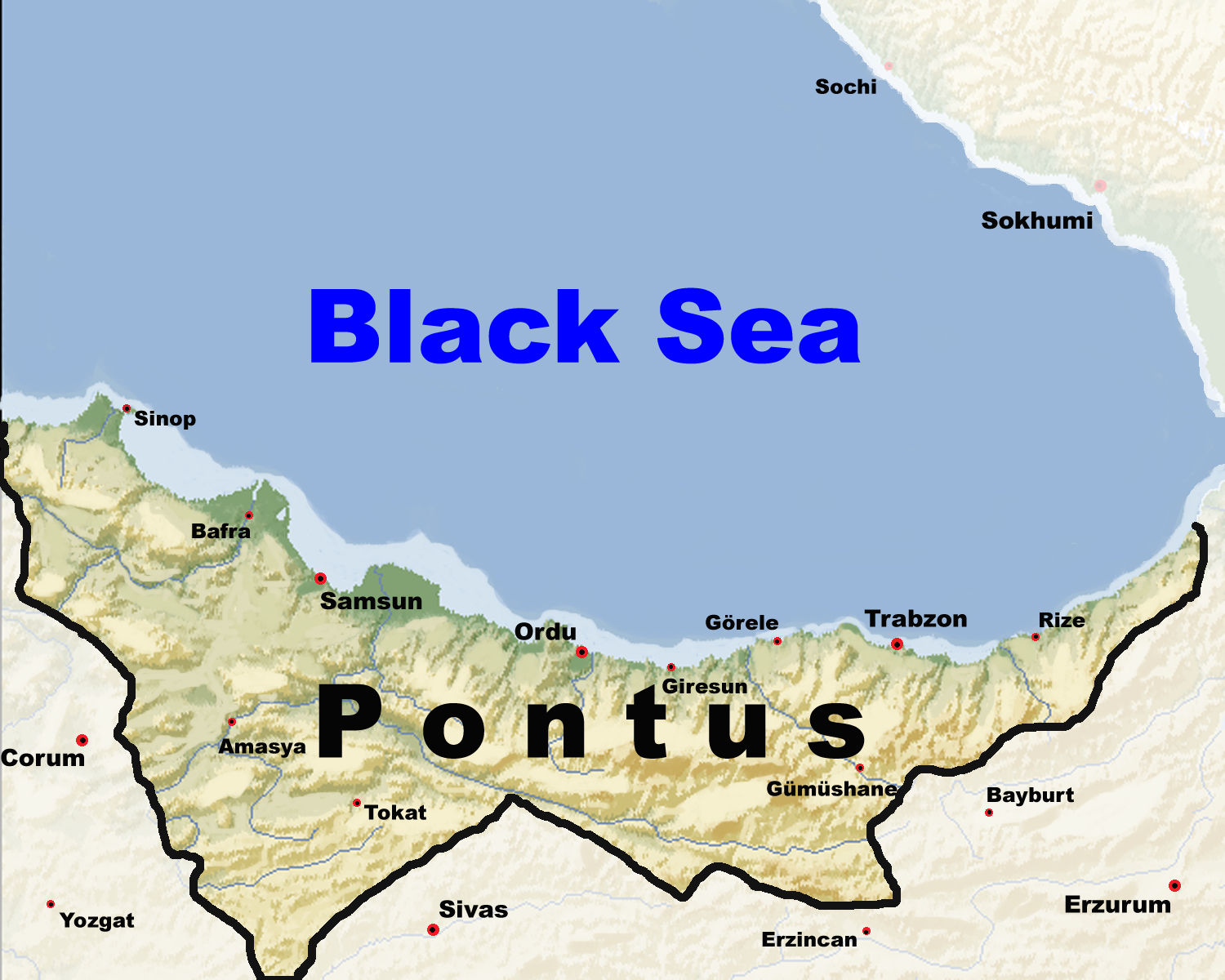
Сучасне визначення Понту: територія проголошеної Понтійської республіки після Першої світової війни на основі 6 грецьких православних єпархій

40°41′ пн. ш. 37°50′ сх. д. / 40.68° пн. ш. 37.83° сх. д.
Понт (грец. Πόντος, лат. Pontus, Diospontus, італ. Diosponto) — північно-східна область Малої Азії, на півночі межувала з Понтом Евксінським, деякий час входила до складу Каппадокії.

## Географія
У різний час межі Понту змінювалися: спочатку він займав вузьку смугу від мису Язон до річки Галіс. Пізніше, у часи Понтійського царства, Понт межував із Віфінією на заході і Вірменією на сході, та на півдні з Каппадокією, Галатією та Малою Вірменією.
Область Понту була розрізана горами і мала дикий характер, але долини відрізнялися великою родючістю: тут росли у великій кількості різні роди хлібних рослин (особливо пшениця і просо), оливи. Значну частину долин вкривали ліси. Мешканці регіону в давні часи добували залізо та сіль.
Серед понтійських гір Паріадр, Скодіз, Ліфр, Офлім, Техес.
Миси Понтійського узбережжя наступні: Гераклій Язоній, Боонен Зефір, Коралла і Священна гора (грец. τό ίερόν όρος).
Від гирла річки Галіс до мису Гераклія тягнулася Амізенська затока, на схід — Котіорська затока.
Річки Понту: Галіс, Лікаст, Хадізій, Ірис, Лік, Скілака, Фермодонт, Фоаріс, Ойній, Генет, Меланфій, Тріполіс, Пікс, Кісса, Апсар, Акампсіс.

## Народності
Населення Понту було змішаним: до Понту відносились племена Тібаренів, Мосінеків, Марова, Дрілов, Колхів, Макроівн, Бехірів, Левкосірійців, Халібів, Саннів, Таохів, Саспірів. Всі ці народності спочатку керувалися власними князями, що перебували у васальних відносинах із перським царем під час процвітання Перського царства.

## Історія
Дарій I Великий зробив із Понту свою сатрапію, віддавши її у спадкове правління персу Артабазу (502 до н. е.). Першим прийнявшим титул царя був Аріобарзан, від якого йде династія понтійських царів. Незалежне Понтійське царство виникає тільки за Мітрідата II в середині 4 століття до н. е., який підкорився Александру Македонському і в нагороду за сприяння завойовникові, в епоху діадохів, був названий грец. Κτίστής (засновник законного царства).

Понт в римську добу

Впродовж двох століть його спадкоємці (Мітрідат III, Мітрідат IV, Фарнак I, Мітрідат V Евергет) боролися з царями Віфінії і Пергамського царства з право володіння Пафлагонією і Каппадокією. Ця довга боротьба за самостійність розвинула в населенні войовничий дух і підготувала його до впертого опору римлянам. Мітрідат VI Евпатор (прозваний Великим) приєднав до царства своїх предків Пафлагонію, частина Каппадокії до Тавра, весь берег Понта Евксінського до Босфору Кімерійського і частину Таврійського півострова. Зі смертю Мітрідата 63 до н. е. Дейотар отримав частину Понту, що межувала із Галатією (лат. Pontus Palaticus), Аристарх — Колхіду, а решта території була обернена на римську провінцію, з якою трохи пізніше була злита Віфінія.
За римського тріумвіра Марка Антонія середня частина Понту, на схід від річки Іриса, була подарована онукові Мітрідата, Полемону (лат. Pontus Polemoniacus), а східна частина (від Фарнака до річки Гіссен) дісталася каппадокійському царю Архелаю (лат. Pontus Cappadocins), разом з рукою вдови Полемона, Піфодоріди. За правління Полемона II в 63 році Понт знову був обернений в римську провінцію, а за Константина був розділений на 2 області західну — Геленопонт (на честь його матері, імператриці Олени) і східну — Полемонів Понт. В османську добу на місці стародавнього Понтійського царства утворились два пашалики (вілайєти) Трапезундський і Сиваський.

## Міста Понту
З міст Понту були найзначнішими: Аміс (резиденція Мітрідата), Анконт, Ойноя, Полемон, Котіора, Фарнакія, Тріполіс, Коралла, Кераз, Трапезунт (з часу Траяна — столиця Каппадокійського Понту), Апсар, Газелон, Фаземон, Амазія (батьківщина Страбона, столиця Галатського Понту і Геленопонту), Зелай, Газіура, Комани Понтійські (багатий і великий торговий центр), Кабіра (резиденція Мітрідата), Неокесарія (одна з улюблених резиденцій Мітрідата Великого, та столиця Понту за Полемона I та Полемона II), Себастьєн, Каміс.